# Marea Ambasadă

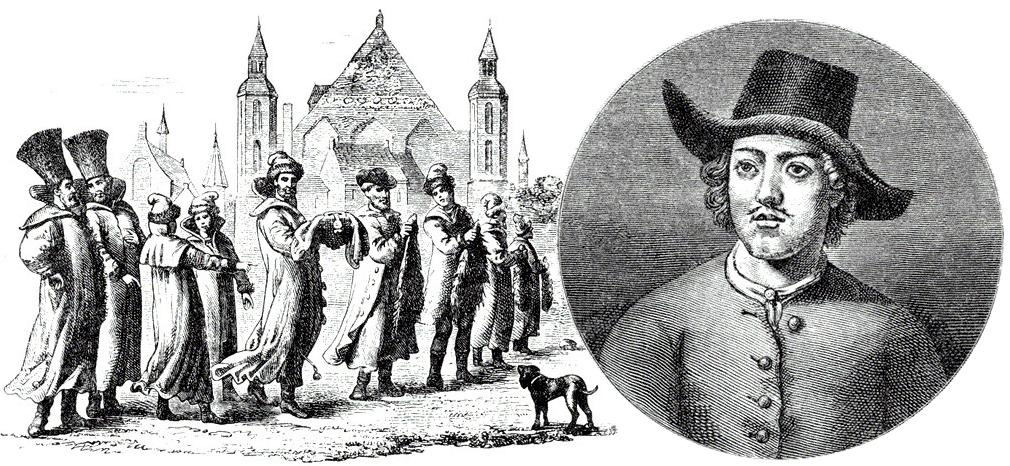
Marea Ambasadă a lui Petru cel Mare 1697–1698 (Gravură în cupru al olandezului Marcus)

Marea Ambasadă (în rusă Великое посольство Welikoje possolstwo) denumește misiunea diplomatică trimisă de Țarul Petru I al Rusiei în vestul Europei în anii 1697/1698, fiind constituită din trei ambasadori, François Le Fort, Fiodor Alexeevici Golovin și Prokopy Voznitsyn, alte 300 persoane și 35 voluntari. Oficial conducerea delegației a fost încredințată de către Petru I elvețianului Le Fort. În realitate era condusă de Petru însuși care era alaturat grupului sub numele "Piotr Mihailovici", un militar de rang inferior. 
Oficial, delegația îsi propunea să revigoreze coaliția fărâmițată a statelor europene împotriva otomanilor, cu care Rusia se afla în război de peste un an. Deși obiectivul era cât se poate de serios, adevăratul scop a lui Petru era de a afla tot ce-i stătea în putință despre noile metode din domeniul construcției de nave și al altor sfere ale tehnologiei moderne, necunoscute în Rusia.
Petru I a fost primit la toate marile Curți, dar dorința sa politică de sprijinire a Rusiei în lupta împotriva Imperiului Otoman, nu a vrut nimeni să i-o îndeplinească.

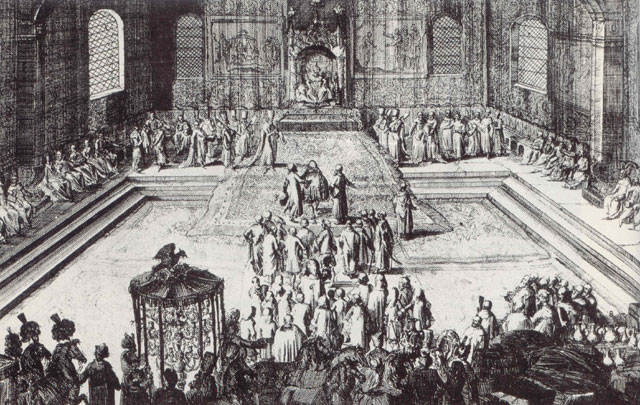
Delegația rusă în Haga
(S. van Beest, anul necunoscut)